# Coco (film)
Coco er en amerikansk animationsfilm fra 2017, instrueret af Lee Unkrich og Adrian Molina og produceret af Pixar Animation Studios og Walt Disney Pictures. Filmen vandt en Oscar for bedste animationsfilm.
I Danmark fik filmen  positive anmeldelser i dagbladene, og blev en biografsucces med hele 334.644 solgte billetter.

## Medvirkende

### Engelske stemmer
De følgende stemmeskuespillere medvirker i den engelsksprogede originaludgave af filmen:
- Anthony Gonzalez som Miguel
- Gael García Bernal som Héctor
- Benjamin Bratt som Ernesto de la Cruz
- Alanna Ubach som Mamá Imelda
- Renee Victor som Abuelita
- Ana Ofelia Murguía som Mamá Coco
- Jaime Camil som Papá
- Sofía Espinosa som Mamá
- Alfonso Arau som Papá Julio
- Herbert Siguenza som Tío Oscar og Tío Felipe
- Edward James Olmos som Chicharrón
- Gabriel Iglesias som clerk

### Danske stemmer
De følgende stemmeskuespillere medvirker i den dansksprogede udgave af filmen:
- Lucas Lomholt Eriksen som Miguel
- Pelle Emil Hebsgaard som Héctor
- Carsten Svendsen som Ernesto de la Cruz
- Susanne Breuning som Mamá Imelda
- Pia Rosenbaum som Abuelita
- Vigga Bro som Mamá Coco
- Jens Sætter-Lassen som Papá
- Neel Rønholt som Mamá
- Ole Boisen som Papá Julio
- Jens Andersen som Onkel Oscar og Onkel Felipe
- Torben Zeller som Chicharrón
- Henrik Koefoed som receptionist